# Воліміжиці
Воліміжиці (пол. Wolimirzyce, нім. Walmersdorf) — село в Польщі, у гміні Щанець Свебодзінського повіту Любуського воєводства.
Населення — 136 осіб (2011).
У 1975-1998 роках село належало до Зеленогурського воєводства.

## Демографія
Демографічна структура станом на 31 березня 2011 року:
|          | Загалом | Допрацездатний вік | Працездатний вік | Постпрацездатний вік |
| -------- | ------- | ------------------ | ---------------- | -------------------- |
| Чоловіки | 62      | 12                 | 46               | 4                    |
| Жінки    | 74      | 14                 | 46               | 14                   |
| Разом    | 136     | 26                 | 92               | 18                   |